# Nuoto ai campionati mondiali di nuoto 2019 - 400 metri stile libero maschili
La gara di nuoto dei 400 metri stile libero maschili dei campionati mondiali di nuoto 2019 è stata disputata il 21 luglio presso il Nambu International Aquatics Centre di Gwangju. Vi hanno preso parte 47 atleti provenienti da 42 nazioni.
La competizione è stata vinta dal nuotatore cinese Sun Yang, mentre l'argento e il bronzo sono andati rispettivamente all'australiano Mack Horton e all'italiano Gabriele Detti. Durante la cerimonia di premiazione, l'australiano, in aperta protesta contro il vincitore Sun Yang, si è rifiutato di salire sul podio durante l'inno cinese e di presenziare con lui alle foto di rito.

## Podio
| Posizione | Atleta         | Nazionalità |
| --------- | -------------- | ----------- |
| Oro       | Sun Yang       | Cina        |
| Argento   | Mack Horton    | Australia   |
| Bronzo    | Gabriele Detti | Italia      |

## Programma
| Data           | Ora (UTC+9) | Turno    |
| -------------- | ----------- | -------- |
| 21 luglio 2019 | 10:16       | Batterie |
| 21 luglio 2019 | 20:02       | Finale   |

## Record
Prima della manifestazione il record del mondo e il record dei campionati erano i seguenti.
| Record mondiale       | 3'40"07 | Paul Biedermann Germania | 26 luglio 2009 Roma, Italia |
| Record dei campionati | 3'40"07 | Paul Biedermann Germania | 26 luglio 2009 Roma, Italia |

Nel corso della competizione non sono stati migliorati.

## Risultati

### Batterie
| Pos. | Batteria | Corsia | Atleta              | Nazionalità        | Tempo   | Note |
| ---- | -------- | ------ | ------------------- | ------------------ | ------- | ---- |
| 1    | 5        | 4      | Sun Yang            | Cina               | 3'44"10 | Q    |
| 2    | 5        | 5      | Danas Rapšys        | Lituania           | 3'44"31 | Q    |
| 3    | 5        | 3      | Jack McLoughlin     | Australia          | 3'44"79 | Q    |
| 4    | 4        | 4      | Gabriele Detti      | Italia             | 3'45"49 | Q    |
| 5    | 4        | 5      | Mack Horton         | Australia          | 3'45"51 | Q    |
| 6    | 4        | 3      | Zane Grothe         | Stati Uniti        | 3'45"83 | Q    |
| 7    | 5        | 2      | Marco De Tullio     | Italia             | 3'45"99 | Q    |
| 8    | 4        | 1      | Ji Xinjie           | Cina               | 3'46"34 | Q    |
| 9    | 5        | 6      | Aleksandr Krasnych  | Russia             | 3'46"65 |      |
| 10   | 5        | 7      | Henrik Christiansen | Norvegia           | 3'46"99 |      |
| 11   | 4        | 6      | Martin Maljutin     | Russia             | 3'47"43 |      |
| 12   | 4        | 8      | Anton Ipsen         | Danimarca          | 3'48"50 |      |
| 13   | 4        | 7      | Felix Auböck        | Austria            | 3'48"78 |      |
| 14   | 5        | 8      | Wojciech Wojdak     | Polonia            | 3'48"81 |      |
| 15   | 4        | 9      | Luiz Altamir Melo   | Brasile            | 3'48"87 |      |
| 16   | 3        | 6      | Dimitrios Negris    | Grecia             | 3'50"81 |      |
| 17   | 5        | 1      | Daniel Jervis       | Gran Bretagna      | 3'50"90 |      |
| 18   | 3        | 5      | Zac Reid            | Nuova Zelanda      | 3'51"25 |      |
| 19   | 3        | 7      | Kregor Zirk         | Estonia            | 3'51"30 |      |
| 20   | 5        | 9      | Antonio Djakovic    | Svizzera           | 3'51"51 |      |
| 21   | 2        | 4      | Khader Baqlah       | Giordania          | 3'51"59 |      |
| 22   | 5        | 0      | Lee Ho-joon         | Corea del Sud      | 3'51"89 |      |
| 23   | 4        | 0      | Marwan El-Kamash    | Egitto             | 3'52"51 |      |
| 24   | 3        | 4      | Welson Sim          | Malaysia           | 3'52"85 |      |
| 25   | 4        | 2      | Grant Shoults       | Stati Uniti        | 3'52"96 |      |
| 26   | 3        | 8      | Richard Nagy        | Slovacchia         | 3'53"38 |      |
| 27   | 2        | 6      | Erge Can Gezmiş     | Turchia            | 3'54"01 |      |
| 28   | 3        | 2      | Denis Loktev        | Israele            | 3'54"53 |      |
| 29   | 2        | 7      | Igor Mogne          | Mozambico          | 3'54"90 |      |
| 30   | 2        | 5      | Cheuk Ming Ho       | Hong Kong          | 3'55"05 |      |
| 31   | 3        | 3      | Marcelo Acosta      | El Salvador        | 3'55"06 |      |
| 32   | 2        | 1      | Christian Bayo      | Porto Rico         | 3'55"33 |      |
| 33   | 3        | 1      | Nguyễn Hữu Kim Sơn  | Vietnam            | 3'55"59 |      |
| 34   | 3        | 9      | Glen Lim Jun Wei    | Singapore          | 3'55"60 |      |
| 35   | 2        | 2      | Wesley Roberts      | Isole Cook         | 3'58"12 |      |
| 36   | 2        | 8      | Alex Sobers         | Barbados           | 3'58"97 |      |
| 37   | 2        | 0      | Kushagra Rawat      | India              | 3'59"39 |      |
| 38   | 3        | 0      | Aflah Prawira       | Indonesia          | 3'59"98 |      |
| 39   | 2        | 3      | James Freeman       | Botswana           | 4'00"48 |      |
| 40   | 1        | 5      | Daniel Jacobs       | Aruba              | 4'00"69 |      |
| 41   | 2        | 9      | Irakli Revishvili   | Georgia            | 4'00"88 |      |
| 42   | 1        | 3      | Christian Mayer     | Perù               | 4'05"33 |      |
| 43   | 1        | 6      | Adib Khalil         | Libano             | 4'06"70 |      |
| 44   | 1        | 7      | Franci Aleksi       | Albania            | 4'07"39 |      |
| 45   | 1        | 2      | Filip Derkoski      | Macedonia del Nord | 4'07"99 |      |
| 46   | 1        | 1      | Mawupemon Otogbe    | Togo               | 4'25"30 |      |
| -    | 1        | 4      | Omar Abbas          | Siria              | dq      |      |

### Finale
| Pos. | Corsia | Atleta          | Nazionalità | Tempo   | Note             |
| ---- | ------ | --------------- | ----------- | ------- | ---------------- |
|      | 4      | Sun Yang        | Cina        | 3'42"44 |                  |
|      | 2      | Mack Horton     | Australia   | 3'43"17 |                  |
|      | 6      | Gabriele Detti  | Italia      | 3'43"23 | Record nazionale |
| 4    | 5      | Danas Rapšys    | Lituania    | 3'43"50 |                  |
| 5    | 1      | Marco De Tullio | Italia      | 3'44"86 |                  |
| 6    | 3      | Jack McLoughlin | Australia   | 3'45"19 |                  |
| 7    | 8      | Ji Xinjie       | Cina        | 3'45"64 |                  |
| 8    | 7      | Zane Grothe     | Stati Uniti | 3'45"78 |                  |